# 愛蓮別墅
愛蓮別墅（又名吳寓）是香港一座西式別墅，位於南區薄扶林鋼綫灣沙宣道50至52號，建於1920年代初，現被列為香港三級歷史建築。

## 歷史
香港政府於1921年就愛蓮別墅所處的鄉郊建屋地段RBL第175號批出75年租約，別墅於1920年代初落成。1940年，吳達表醫生以13,500港元一併購入沙宣道50至52號居住，以他母親的洋名Ellen命名別墅。最初，沙宣道52號是倫敦傳道會的物業。1958年至1960年，瑪麗醫院曾租用沙宣道52號作護士宿舍。吳達表於1972年在家中猝逝，繼承別墅業權的是他的律師女兒吳智英。她在別墅居住逾半世紀，於2021年逝世。

## 建築特色
愛蓮別墅是一座三層高的現代折衷主義建築，大宅背山面海，具有中西合壁的建築風格，有英國殖民地風和中國風的現代和傳統建築細節，別墅大門位置屬中式設計，有綠瓦頂和紅柱，旁邊有圓拱型的門廊通往50A號附翼，靠海的一邊有西式柱廊騎樓，屋旁有庭園和游泳池。大宅外有一個中式牌坊，以篆書刻上「愛蓮別墅」和「如意吉祥」八字。50號和52號建築均全棟髹上標誌性的綠色油漆，52號建築有尖頂設計，外牆上仍然保留有倫敦傳道會的標誌。

## 近年發展
吳智英早年定下遺囑，把名下所有的資產，包括愛蓮別墅，身後全數捐贈予耶穌會（英語參贊區），並指定耶穌會勞伯壎神父作為她的遺產執行人。2023年，吳智英的遺囑執行人委託地產代理招標出售愛蓮別墅，物業時值5.5億港元。
2023年4月太盟投資集團聯合創辦人兼首席執行官高天樂（Chris Gradel）以約5.5億元購入該大宅